# Jan Vlemincktoren
De Jan Vlemincktoren is, samen met het koetshuis, het laatste overblijfsel van het 16e-eeuwse kasteel Wijnegemhof, dat in 1956 werd afgebroken. Dit kasteel stond in de Belgische gemeente Wijnegem.
De toren deed dienst als duiventoren. Het kasteel werd gebouwd door Jan Vleminck, naar wie de toren vernoemd is. In 1978 werd de Jan Vlemincktoren beschermd als monument.